# Felspat
Felspat, còn gọi là tràng thạch hay đá bồ tát, là một nhóm khoáng vật tạo đá cấu thành nên 60% vỏ Trái Đất.
Felspat kết tinh từ mácma có mặt trong cả đá xâm nhập và đá phun trào, ở dạng hạt nhỏ trong các vành (mạch) và trong các đá biến chất. Đá cấu tạo toàn bộ là plagiocla (fenspat natri) được gọi là anorthosit. Fenspat cũng được tìm thấy trong các loại đá trầm tích.

## Nguyên từ học
Fenspat xuất phát từ tiếng Đức Feld, field, và Spat, đá không chứa quặng. "Feldspathic" ám chỉ các vật liệu chứa fenspat.

## Thành phần

Sơ đồ pha của các khoáng vật fenspat.

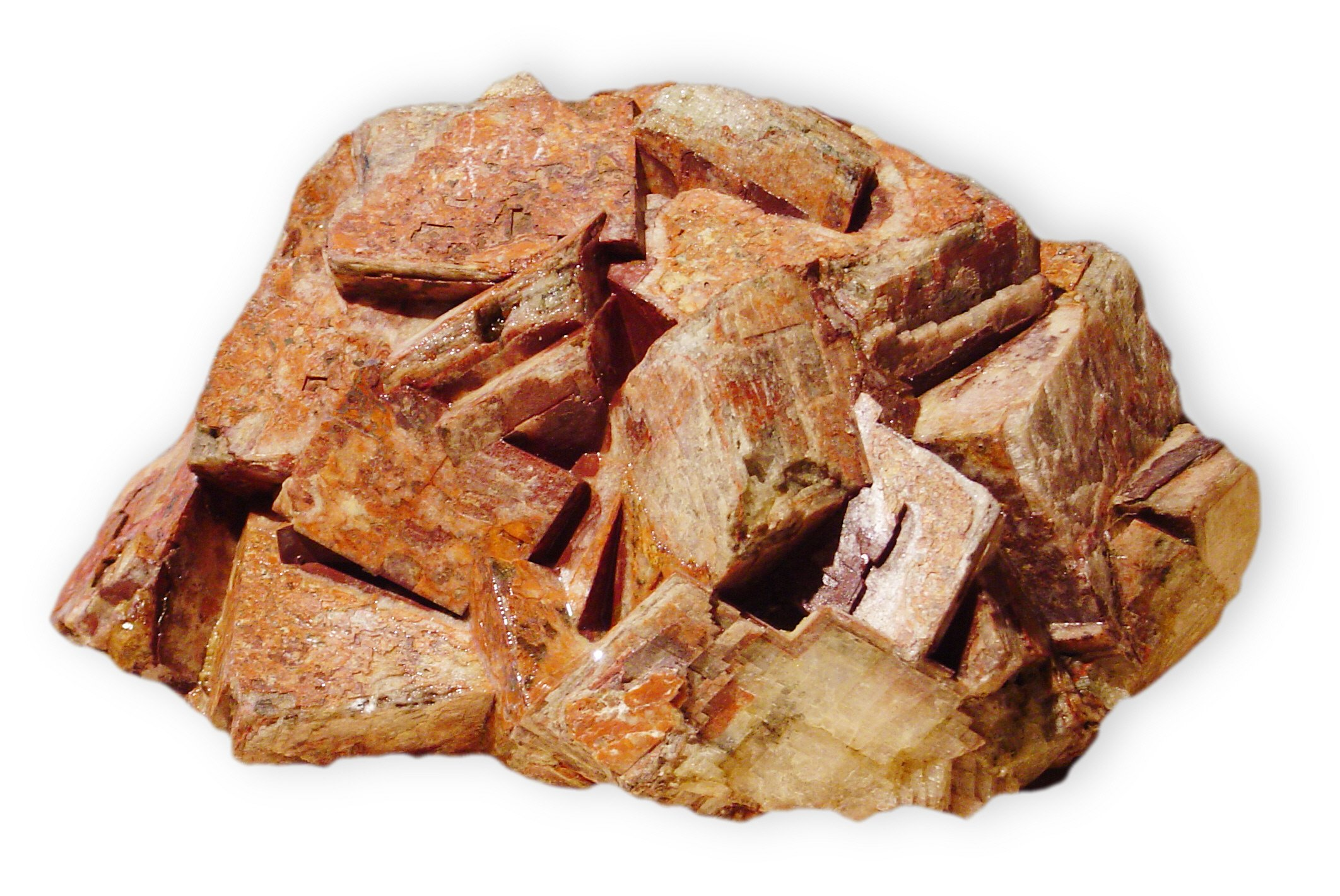
Fenspat.

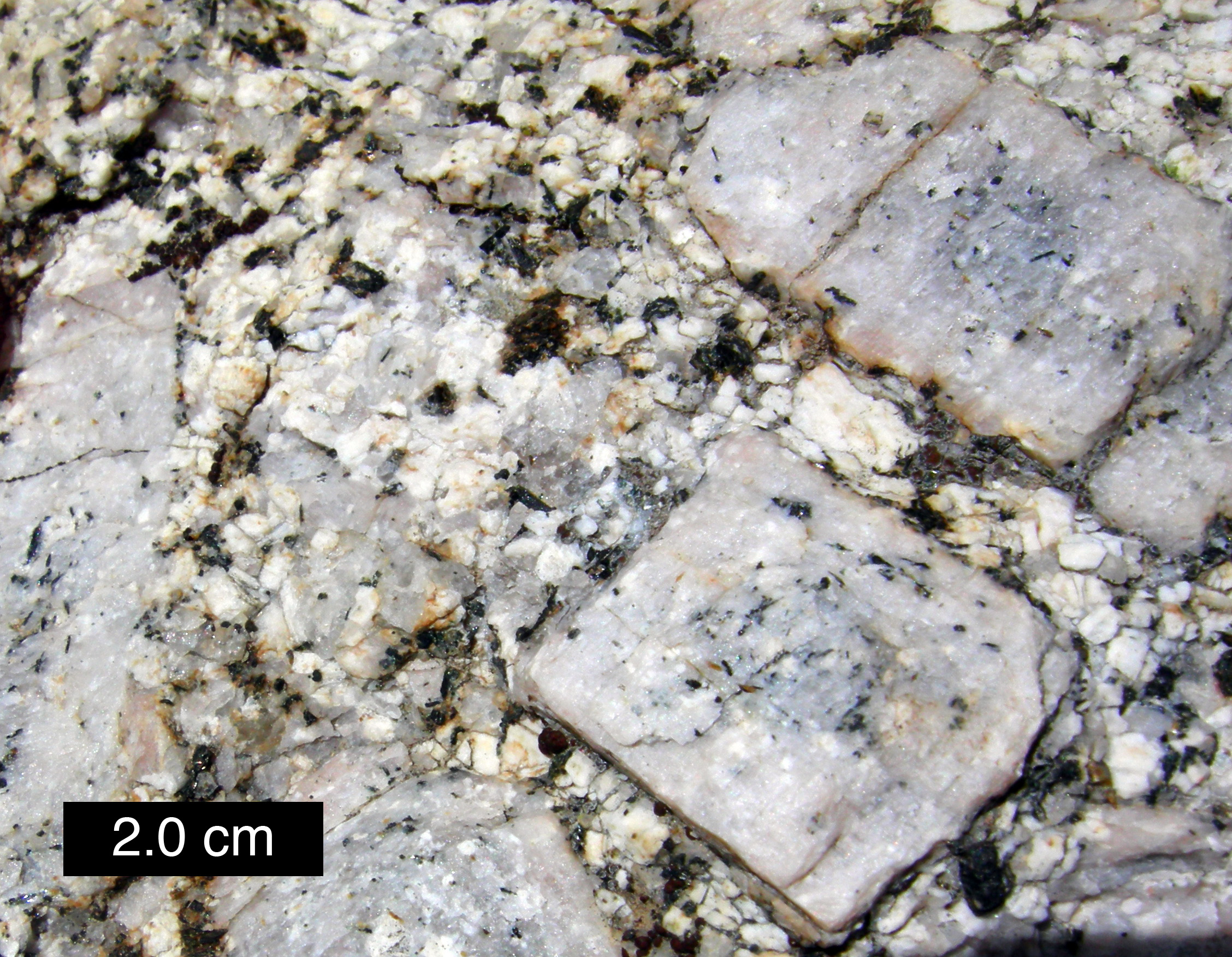
Tinh thể fenspat natri trong granit, tây Sierra Nevada, Rock Creek Canyon, California. Thước tỉ lệ 2.0 cm.

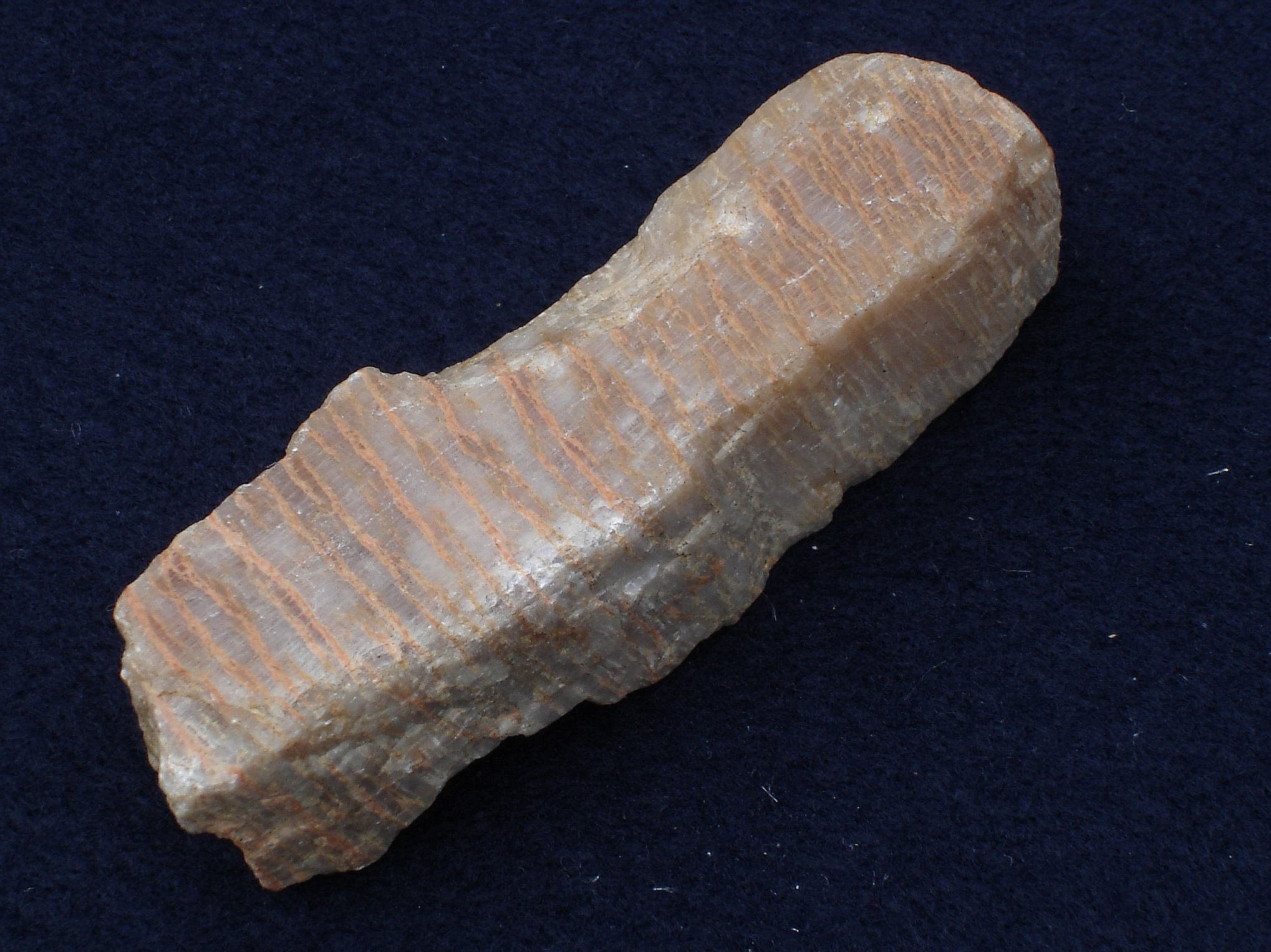
Fenspat kali (dài 7cm X rộng 3cm).

Nhóm khoáng vật này thuộc nhóm khoáng vật silicat (tectosilicat). Các khoáng vật chính trong nhóm này bao gồm:
Fenspat Kali
KAlSi3O8
Anbit
NaAlSi3O8
Anorthit
CaAl2Si2O8
Các khoáng vật kết tinh có thành phần giữa fenspat-K và anbit gọi là alkali fenspat. Các khoáng vật có thành phần giữa anbit và anorthit được gọi là plagiocla, hoặc plagiocla fenspat. Chỉ có dung dịch rắn bị giới hạn tạo ra các khoáng vật giữa fenspat K và anorthit, và trong hai dung dịch rắn khác, sự không trộn lẫn xảy ra ở nhiệt độ thường trong vỏ Trái Đất. Anbit cũng được xem là plagiocla và alkali fenspat. Thêm vào đó, fenspat anbit, bari cụng được xem là fenspat alkali và plagiocla. Bari fenspat được tạo ra từ sự thay thế bari từ fenspat natri.
Alkali fenspat gồm có:
- octhoclas (hệ một nghiêng),[9] — KAlSi3O8
- sanidin (hệ một nghiêng)[10] —(K,Na)AlSi3O8
- microclin (hệ ba nghiêng)[11] — KAlSi3O8
- anorthocla (hệ ba nghiêng) — (Na,K)AlSi3O8

Sanidin được hình thành ở nhiệt độ cao, còn microclin thì hình thành ở nhiệt độ thấp. Perthit là một cấu trúc đặc biệt trong alkali fenspat. Cấu trúc perthit của alkali fenspat trong các đá granit có thể thấy bằng mắt thường. Các cấu trúc vi perthit ở dạng tinh thể có thể quan sát dưới　kính hiển vi thường, trong khi đó cấu trúc cryptoperthit chỉ có thể quan sát dưới　kính hiển vi điện tử.

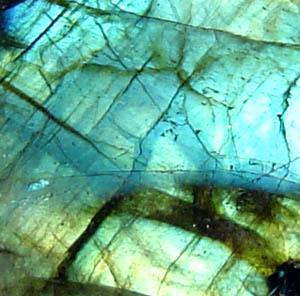
Labradorit.

Plagiocla fenspat thuộc hệ ba nghiêng. Nhóm plagiocla gồm:
- anbit (0 to 10) — NaAlSi3O8
- oligocla (10 to 30) — (Na,Ca)(Al,Si)AlSi2O8
- andesin (30 to 50) — NaAlSi3O8 — CaAl2Si2O8
- labradorit (50 to 70) — (Ca,Na)Al(Al,Si)Si2O8
- bytownit (70 to 90) — (NaSi,CaAl)AlSi2O8
- anorthit (90 to 100) — CaAl2Si2O8

Thành phần trung gian của kết tinh thành hai loại fenspat trong quá trình nguội lạnh, nhưng sự khuếch tán châm hơn trong alkali fenspat, là dạng hạt rất mịn có thể quan sát được dưới kính hiển vi quang học. Các khoảng trống trong dung dịch rắn plagiocla rất phức tạp so với các khoảng trống trong alkali fenspat. Màu quan sát được từ labradorit là do các hạt rất nhỏ dạng tấm.
Fenspat bari thuộc hệ một nghiêng, gồm có: 
- celsian — BaAlSi3O8
- hyalophan — (K,Na,Ba)(Al,Si)4O8

Fenspat có thể tạo ra khoáng vật sét từ quá trình phong hóa hóa học.

## Cấu trúc
Cấu trúc của tinh thể fenspat dựa trên tứ diện aluminosilicat. Mỗi tứ diện bao gồm một ion nhôm hoặc silic được bao quanh bởi bốn ion oxy. Mỗi ion oxy lần lược được liên kết với một đỉnh tứ diện bên cạnh để tạo thành một mạng ba chiều. Cấu trúc có thể được hình dung như một chuỗi dài tứ diện aluminosilicat, đôi khi được mô tả như chuỗi trục tay quay vì hình dạng của chúng gấp khúc. Mỗi chuỗi liên kết với các chuỗi lân cận để tạo thành một mạng lưới ba chiều gồm các vòng bốn thành viên hợp nhất. Cấu trúc đủ mở để các cation (thường là natri, kali hoặc canxi) hợp vào với cấu trúc và tạo ra sự cân bằng điện tích.

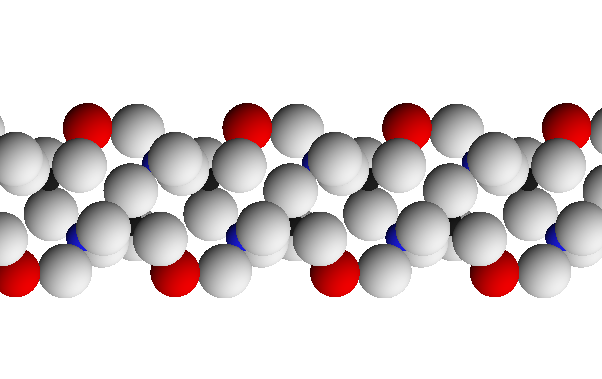
Sơ đồ thể hiện một phần của chuỗi trục fenspat
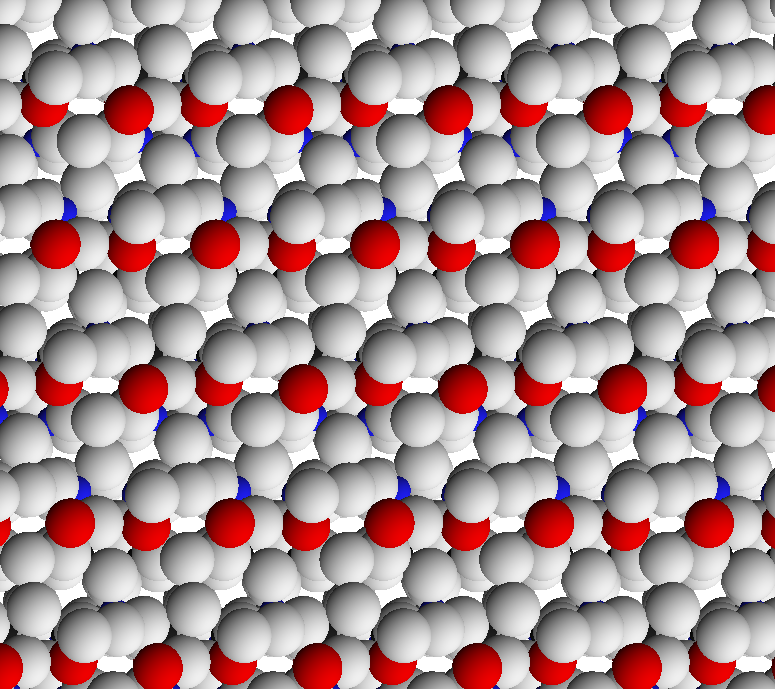
Cấu trúc tinh thể fenspat nhìn dọc theo trục c
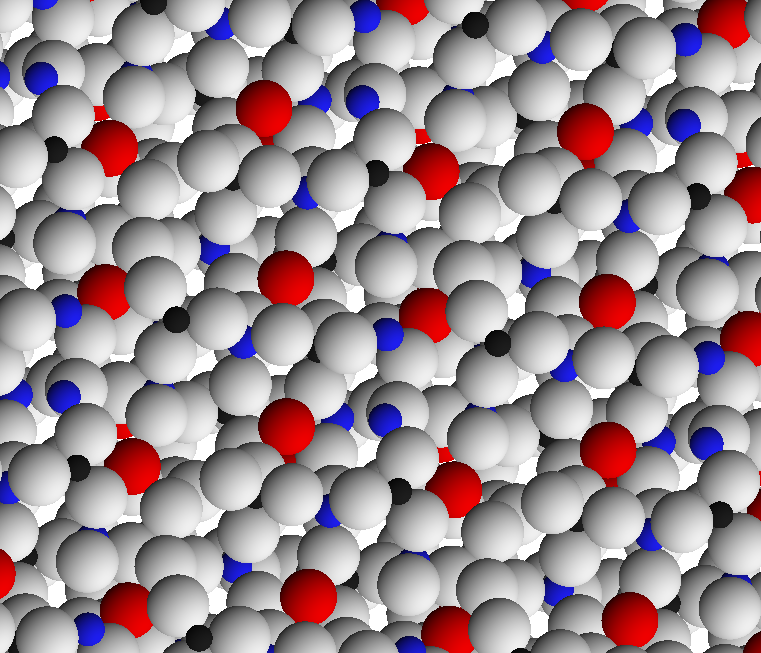
Cấu trúc tinh thể fenspat nhìn dọc theo trục a
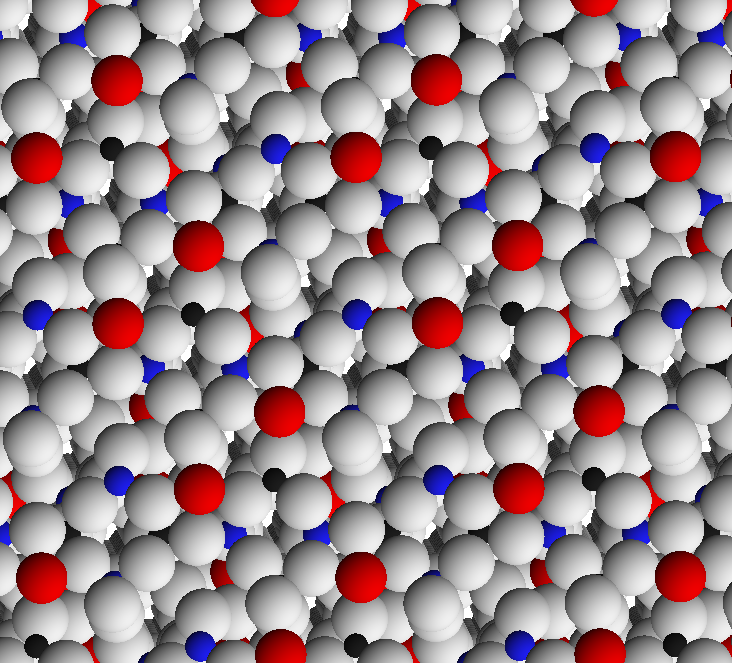
Cấu trúc tinh thể fenspat nhìn dọc theo trục b

## Sử dụng
- Fenspat là vật liệu thô trong sản xuất gốm sứ và geopolymer.
- Fenspat cũng được sử dụng trong định tuổi quang nhiệt (thermoluminescence dating) và định tuổi quang học (optical dating) trong khoa học Trái Đất và khảo cổ học.
- Fenspat là thành phần trong Bon Ami Mỹ, chất tẩy rửa dụng cụ gia đình.
- Fenspat thường là chất phụ được thêm vào bánh ở dạng bột (non-dairy creamer).

Theo Quỹ tiền tệ quốc tế, năm 2005, Ý là nước sản xuất fenspat hàng đầu thế giới, chiếm 1/5 sản lượng fenspat, sau đó là Thổ Nhĩ Kỳ, Trung Quốc, Thái Lan.